# Зост
Зост (нем. Soest) — город на западе Германии, административный центр одноимённого района в  округе Арнсберг, расположен в земле Северный Рейн-Вестфалия.

## География
Зост находится на западе Германии в земле Северный Рейн-Вестфалия. Соседними городами регионального значения являются Дортмунд (на западе, 50 км) и Падерборн (на востоке, 51 км).
Территория города занимает площадь 8581,6 га. Максимальная протяженность города с севера на юг составляет около 11,5 км, а с запада на восток — 13 км.
Самая низкая точка города находится в районе Тёнингзен (нем. Thöningsen) — 73 метра, самая высокая — в районе Бергеде (нем. Bergede) — 219 метров. Таким образом, перепад высот составляет 146 метров.

## Административно-территориальное устройство

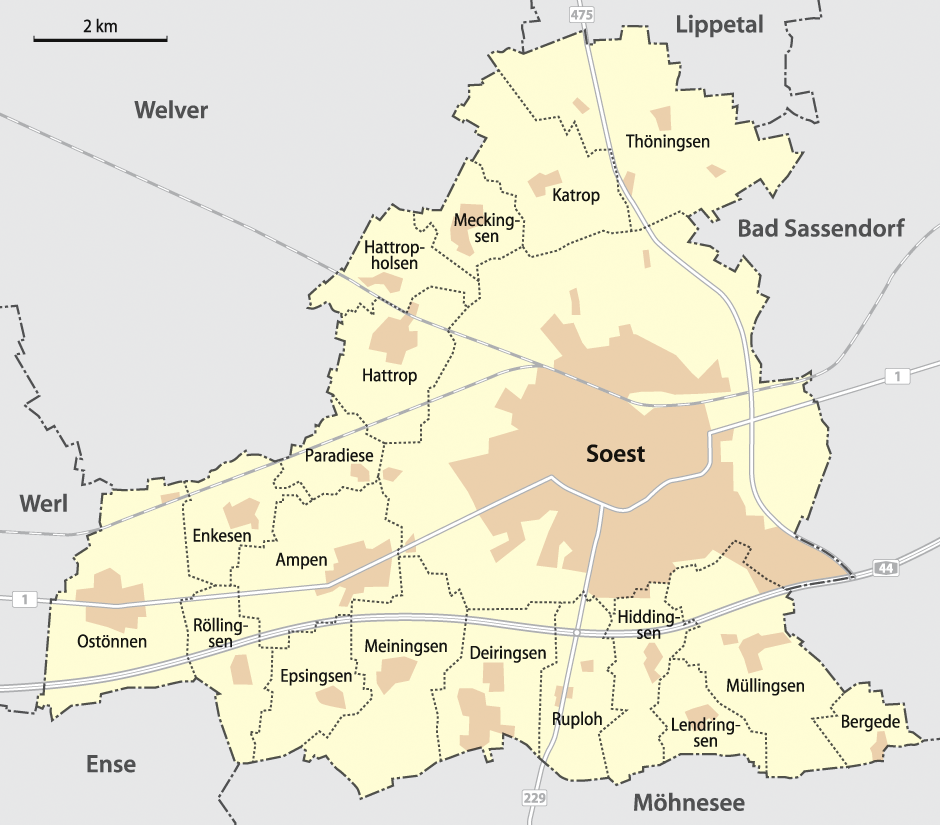

В ходе муниципальной реформы 1969 года в земле Северный Рейн-Вестфалия, древний город Зост был объединен с восемнадцатью независимыми муниципалитетами. Решение было обусловлено тем, что муниципалитеты уже на протяжении многих веков были тесно связаны с городом. Кроме того, подавляющее большинство жителей этих районов и горожан исповедовали протестантизм. Благодаря реформе 1969 года, площадь города увеличилась с 28 км ² почти до 86 км ², а население выросло с 35 511 до 40 320.
К 2008 году, число городских жителей достигло 48 000, причем 40 660 (84,7 %) из них проживали в центральной части города; количество горожан, проживающих в пределах городских стен, составило 6532 человек — 13,6 % от общей численности населения города.
В настоящее время Зост делится на 18 районов:
| - Ампен (нем. Ampen) - Бергеде (нем. Bergede) - Дайрингзен (нем. Deiringsen) - Энкезен бай Парадиз (нем. Enkesen bei Paradiese) - Эпсингзен (нем. Epsingsen) - Хаттроп (нем. Hattrop) - Хаттропхользен (нем. Hattropholsen) - Хиддингзен (нем. Hiddingsen) - Катроп (нем. Katrop) | - Лендрингзен (нем. Lendringsen) - Мекингзен (нем. Meckingsen) - Майнингзен (нем. Meiningsen, Kirchdorf) - Мюллингзен (нем. Müllingsen) - Остённен (нем. Ostönnen, Kirchdorf) - Парадиз (нем. Paradiese) - Рупло (нем. Ruploh) - Рёллингзен (нем. Röllingsen) - Тёнингзен (нем. Thöningsen) |

## История

### Ранняя история и образование города
Первые упоминания о небольшой вилле под названием Зозат (нем. Sosat) встречаются в дневниках священников, перевозивших прах святого Вито из Парижа в аббатство Корвей и датируются 836 годом. Но многие археологические находки подтверждают существование древних поселений на этой территории уже в эпоху Неолита, в частности, учеными было доказано существование некого поселения в окрестностях собора Патрокла в 5000-5500 годах до н.э.: во время археологических раскопок в начале 90-х годов археологи обнаружили земляной вал-ограждение, принадлежащий Михельсбергской культуре. Также, имеется множество находок, датированных более близким к нашему времени периодом: во время раскопок 1934 года, были обнаружены захоронения каменного века — мегалитические сооружения; а сотрудники археологического музея Вестфалии-Липпе обнаружили в восточной части города следы поселения железного века.  Благодаря этим находкам, многие места в Зосте объявлены объектами археологического наследия и защищены законом, например, районы Дайрингзен или Рупло.
Зост, также как и города Дортмунд, Унна, Верль, Эрвитте относится к цепи древних поселений, растянувшейся вдоль торгового пути Хельвег — главной средневековой дороги региона, соединяющей место впадения Рура в Рейн в Дуйсбурге и Тевтобургский Лес в окрестностях Падерборна — вдоль которого проходит его маршрут. Плодородная почва Зостской равнины, относительно сухой климат и обилие горных источников были благоприятны для жизни. Довольно быстро, благодаря соляной и железнообрабатывающей промышленности, а также выгодному географическому положению, регион начал процветать и превратился в один из крупных торговых центрах, упоминания о котором встречаются даже в Новгородских летописях.

### Средневековье и переход к Новому времени

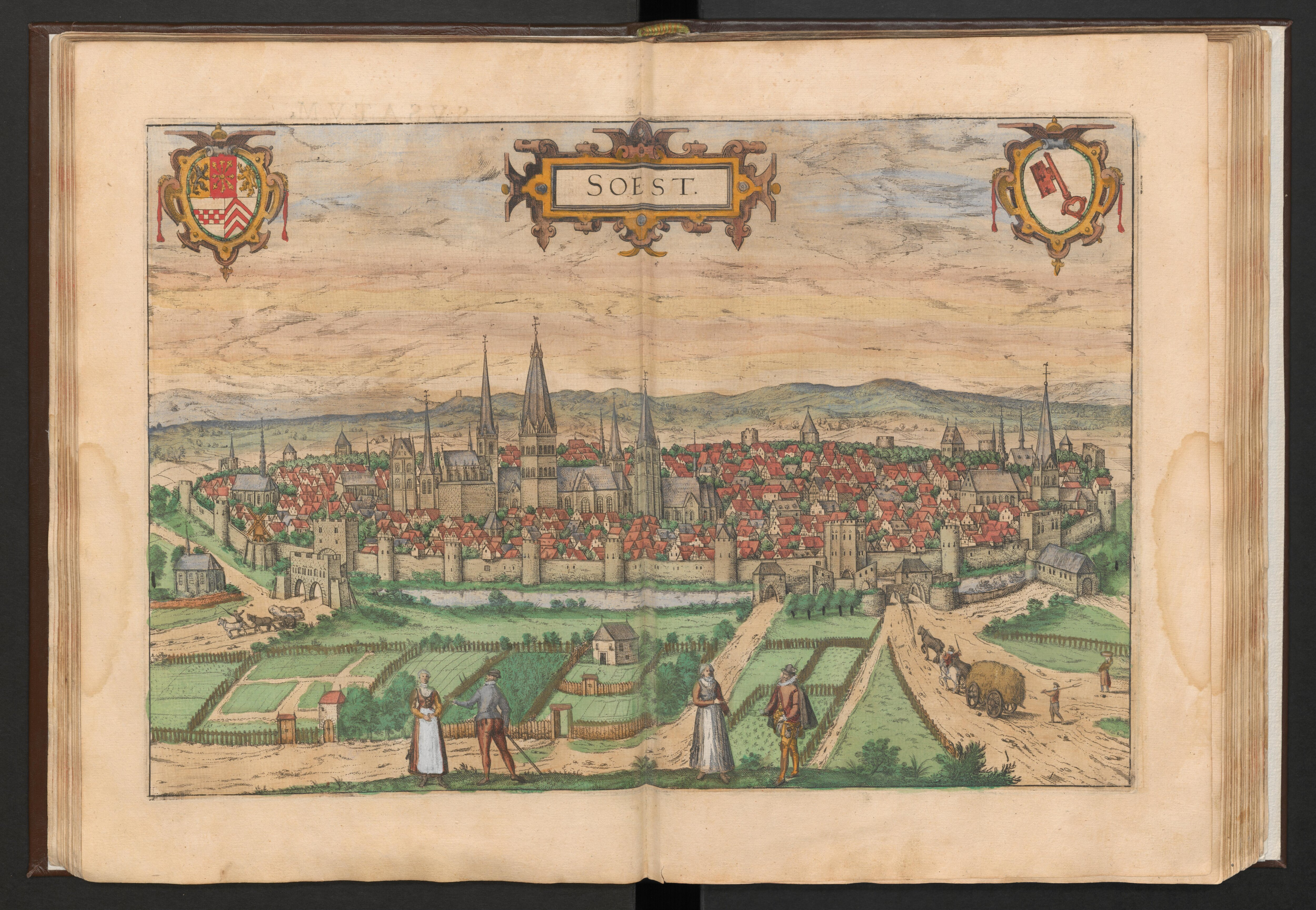
Зост на гравюре Франца Хогенберга из «Атласа городов земного мира» Георга Брауна (1594)

В средние века Зост был одним из самых значительных ганзейских городов и играл важную роль в Вестфальском ганзейского регионе, наряду с такими городами, как Дортмунд, Мюнстер и Оснабрюк. Зост был первым городом, в котором появилось городское право, которое впоследствии послужило образцом для множества других городов, например, Любека и Гамбурга. Не последнюю роль в истории города сыграл голландский граф и анти-король Германии Вильгельм II, избавивший город от уплаты высоких налогов.
Уже в Позднем средневековье жители Зоста, как и жители многих других городов, попытались получить независимость от территориального господства, в данном случае — Архиепархии Кёльна. Ещё в 1255 году жителям Зоста удалось захватить дворец местного епископа, и на долгое время городу удалось обрести независимость. В целях сохранения независимости, в XV веке город вверяется Иоанну I, герцогу Клеве. Герцогу удалось выдержать Зостскую осаду (1444–1449) и отстоять город, однако, это была, по своей сути, «пиррова победа». Зост теперь находился в окружении вражеских территорий и утратил многие свои торговые связи. Со временем город пришел в упадок. В 1608 году представители Зоста в последний раз побывали на съезде городов Ганзы в Любеке.

### Раннее Новое время

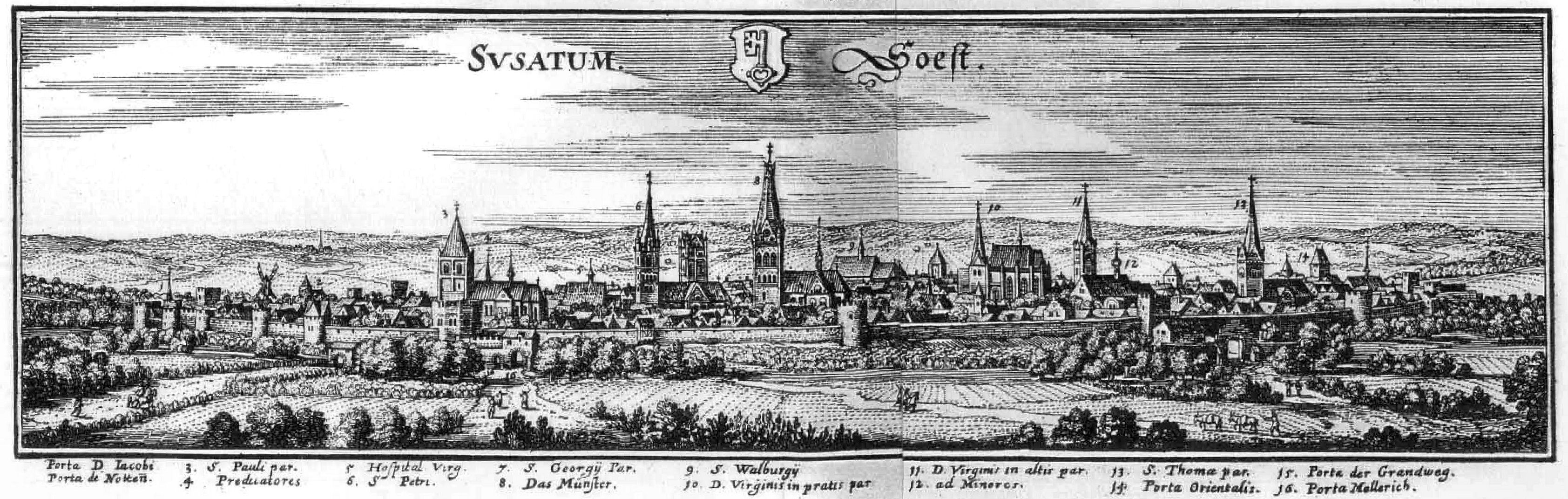
Зост на гравюре Маттеуса Мериана из «Топографии Вестфалии» Мартина Цайлера (1647). Цифрами отмечены важнейшие храмы и монастыри города

Юридически после Зостской осады город обрел независимость и стал вольным городом Германской империи; заключенное обязательство с герцогом Клеве сулило городу присоединение к расширяющейся на запад Пруссии. После смерти Иоанна Вильгельма, последнего герцога Клеве, в 1609 году Зосту был присужден статус города маркграфства Бранденбург. Прошение горожан об отказе от нового статуса не возымело успеха: в 1616 году Зост был захвачен и была подписана капитуляция.
Во время Тридцатилетней Войны Зост, также, как и многие города, сильно пострадал. Именно в это время наблюдался исторический минимум численности населения — всего 3600 жителей. Прусский абсолютизм лишил город основных привилегий: чеканки монет и городского права, которое просуществовало около 500 лет.
Во времена Наполеона, множество окрестных земель и 40 близлежащих деревень были аннексированы.

### С 1900 года по наше время
К началу XIX века Зост являлся обыкновенным провинциальным городом с очень слабой экономикой. Однако, к концу столетия его экономическое положение существенно улучшилось — была проведена железная дорога, появились металлообрабатывающее предприятие и сахарный завод, увеличилось количество рабочих мест.
В Зосте дислоцировалась 217-я пехотная дивизия вермахта, которую в начале 1940 года перебросили на Западный фронт в Вестфалию, где она была включена в штат резерва ОКХ.
В годы Второй Мировой Войны Зост подвергался многочисленным артиллерийским обстрелам, так как в городе имелись стратегические объекты: сортировочная станция, завод по производству аккумуляторов "Accu Hagen" и др. В общей сложности за время войны было разрушено или частично разрушено около 60% зданий, однако, после, большинство зданий удалось восстановить. Также была восстановлена сортировочная станция, в уменьшенном, но более современном, виде.
В настоящее время Зост, несмотря на небольшое население, является значимым культурным, политическим и экономическим городом. В городе по-прежнему работают сахарная фабрика, завод по производству табака, металлообрабатывающее предприятие, многочисленные пекарни и пивоварни. Также богатая история Зоста привлекает немало туристов, в городе ежедневно работает туристическое информационное бюро.

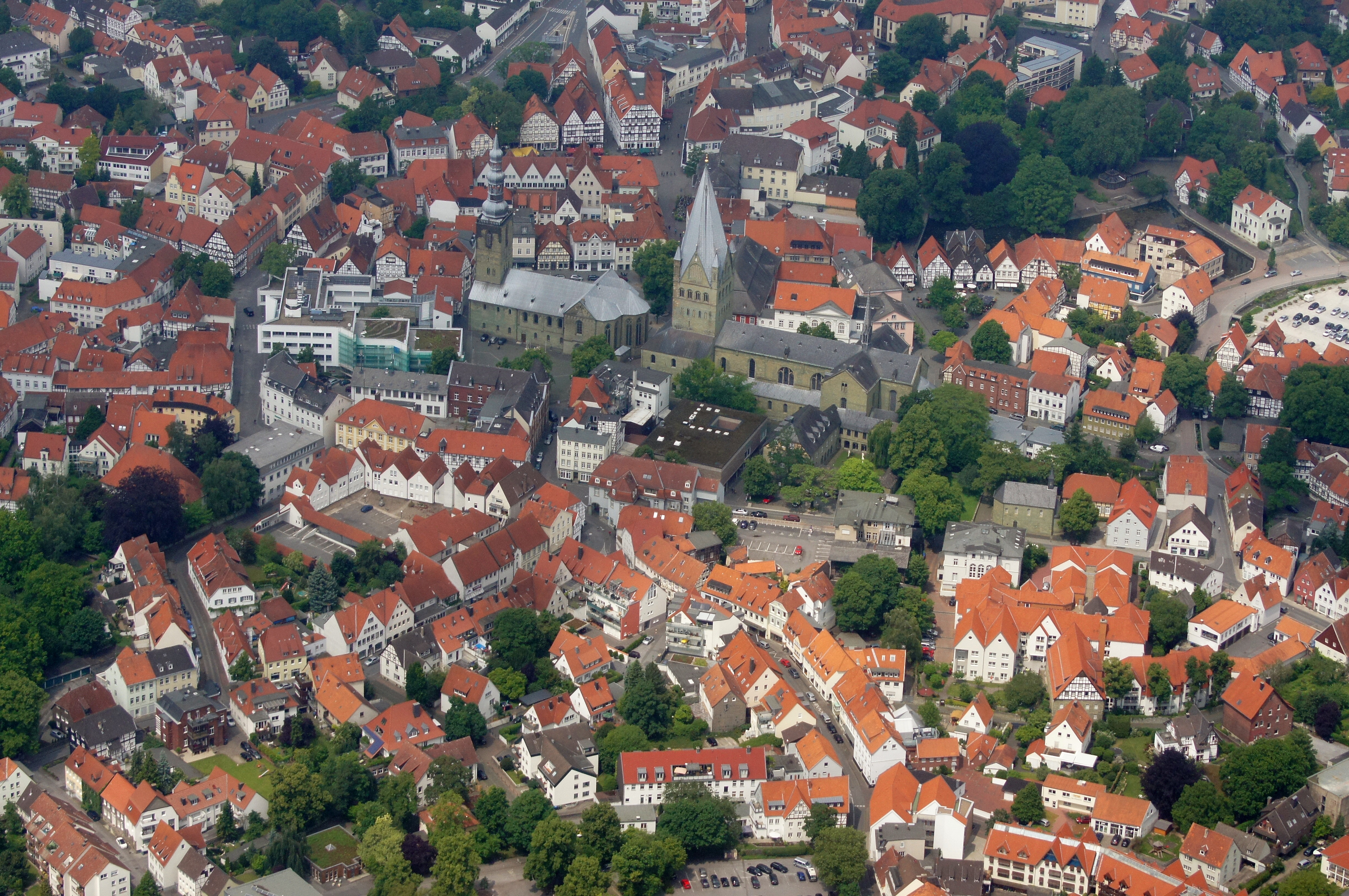
Вид с воздуха на центр Зоста

## Религия
Важным центром духовной жизни города являлись местные монастыри, в частности, основанный около 1231 года родом Плеттенбергов Зостский монастырь доминиканцев, во второй половине XIII века принадлежавший Тевтонскому ордену, но в следующем столетии получивший самостоятельность. Выходцем из этой обители был известный теолог и реформатор ордена проповедников Якоб фон Зост (1360—1438), значительную часть своей жизни проживший в Кёльне, но умерший в Зосте. После начала в 1531 году в городе Реформации, доминиканский монастырь Зоста сумел сохранить здесь своё влияние, став оплотом для местного католического меньшинства и собрав для истории немало ценных архивных документов. К концу XVIII столетия монастырь пришёл в упадок, а в 1814 году окончательно был распущен. Богатое документальное собрание монастыря передано было в городской архив Зоста, а остатки его сооружений в XX веке встроены в здание современного торгового центра. Помимо доминиканцев, значительное место в церковной жизни города эпохи средневековья играли монахи-францисканцы, активно занимавшиеся здесь благотворительностью и организовавшие госпиталь для больных и инвалидов, но утратившие здесь свои позиции после утверждения лютеранства.

## Культура и достопримечательности

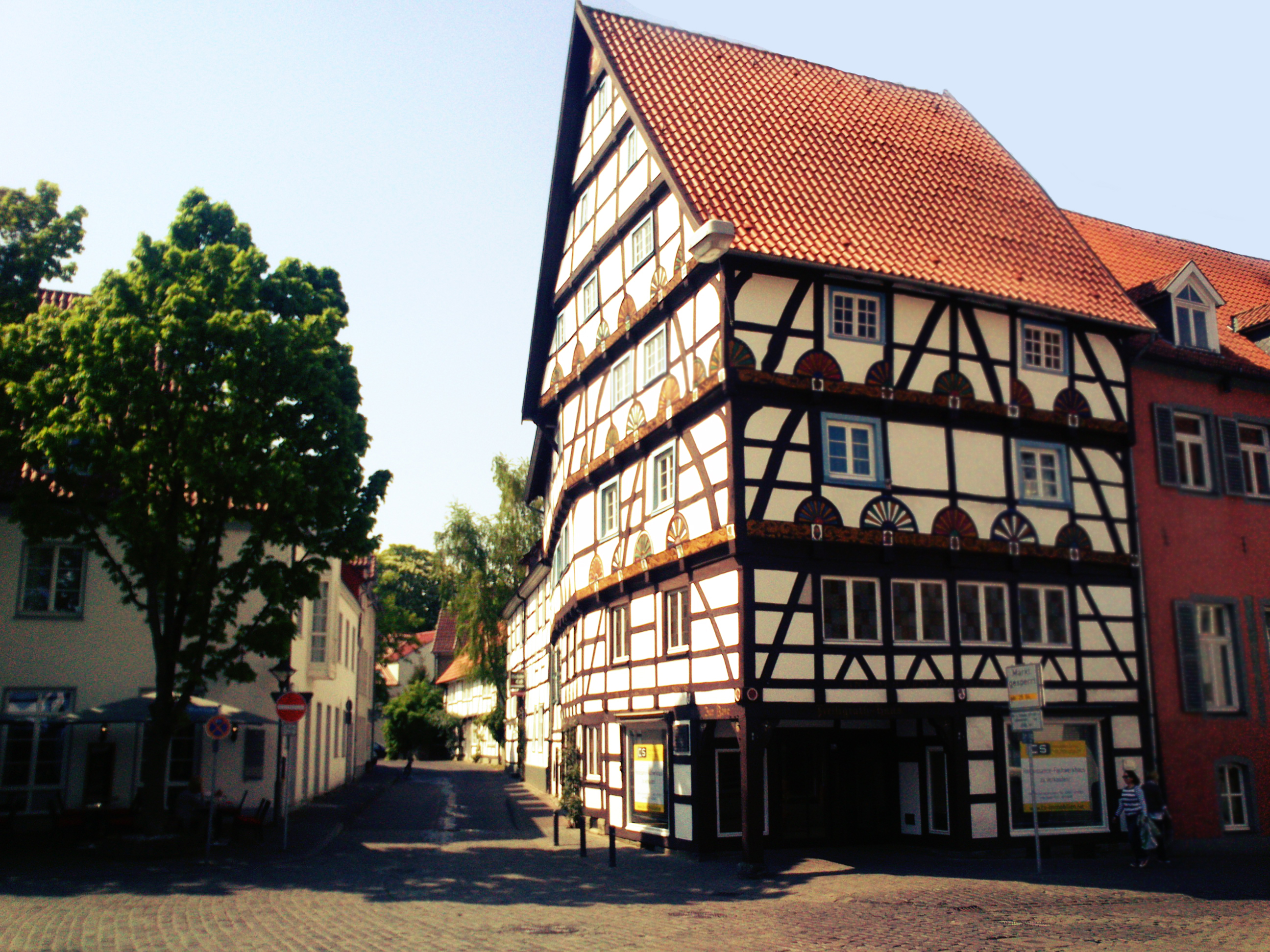
Зостский фахверковый дом

В прошлом — крупный торговый город, Зост является ныне настоящим культурным центром всего региона. В городе практически полностью сохранилась крепостная стена (лишь небольшая её часть была разрушена во время прокладки железной дороги), ров и все восемь городских ворот, в одних из них, в настоящее время находится исторический музей. В старой части города, находящейся в пределах городской стены, сохранилось около 600 зданий, причем не только фахверковых (более дешевых, построенных во время экономического спада), но и каменных, построенных еще во времена Раннего средневековья.
Также сохранились все десять городских церквей и часовен, в том числе и собор святого Патрокла — один из самых старых соборов не только в Вестфалии, но и во всей Германии.

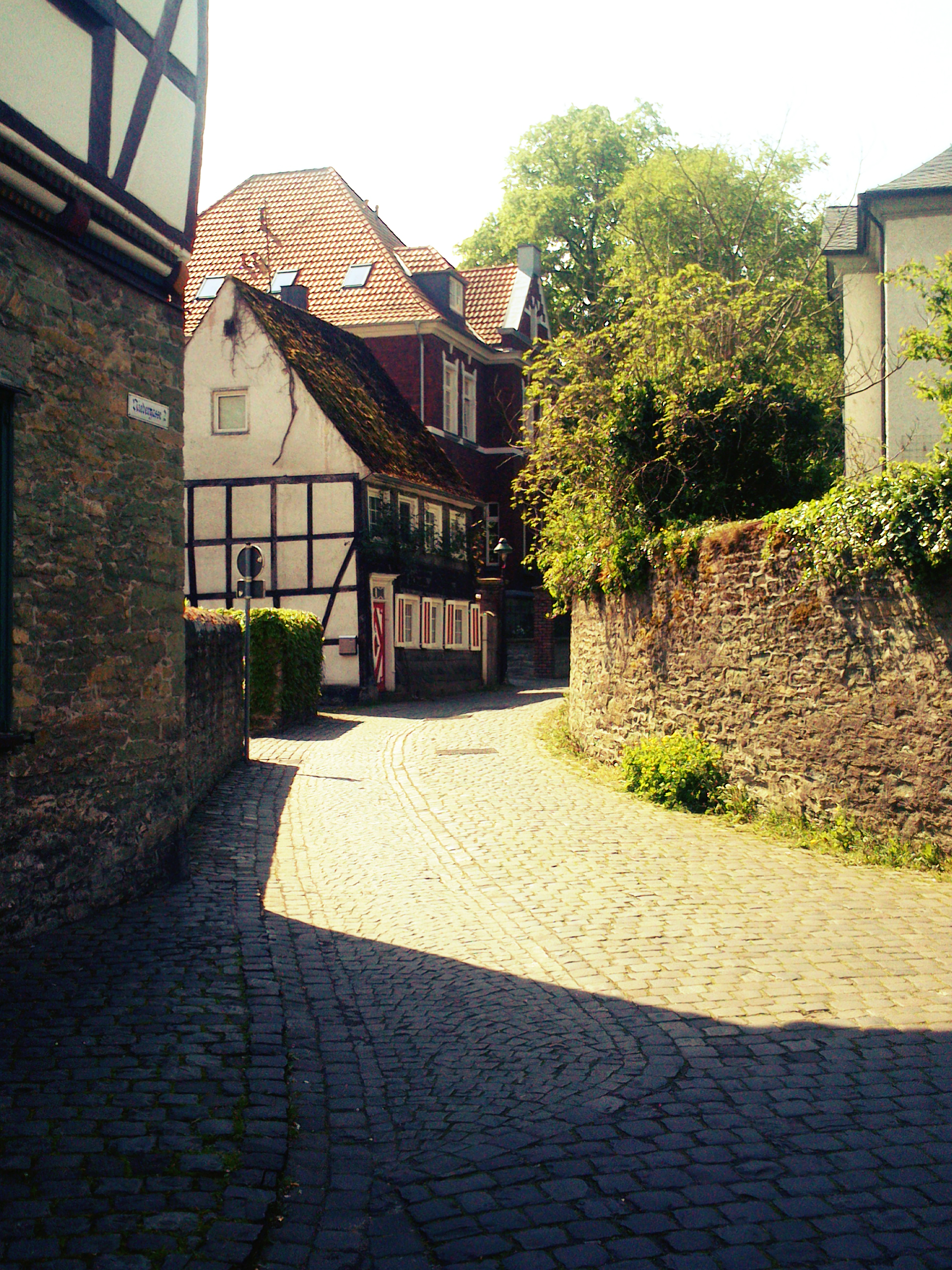
Улица старого города

### Достопримечательности
- Фахверковые дома
- Городские ворота и городские стены
- Старейшая гостиница региона «Piligrimhaus», построенная в 1304 году.
- Собор святого Патрокла (нем. St.-Patrokli-Dom), построенный в 954 году.
- Церковь святого Петра (нем. St. Petrikirche)
- Часовня святого Николая (нем. Nikolaikapelle), построенная в 1200 году и др.
- Церковь св. Марии (нем. Wiesenkirche)

### Объекты исторического наследия
В Зосте, помимо архитектурных, находятся и другие исторически ценные объекты. В церкви святого Андрея находится самый старый действующий орган в мире, а в соборе св. Патрокла расположена одна из самых больших и старых коллекций часов,

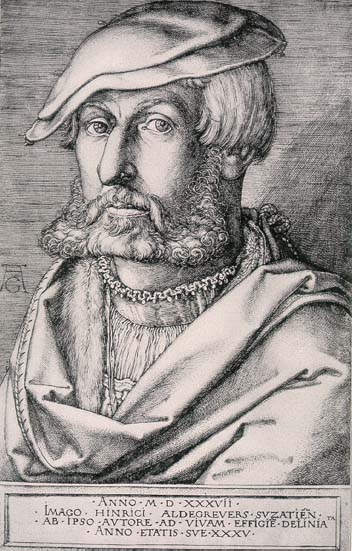
Автопортрет Генриха Альдегревера

всего — 34 штуки. Кроме того, некоторые районы города представляют археологическую ценность, а потому защищены законом.

### Искусство
- Именно в Зосте был изготовлен старейший алтарь, который сегодня находится в коллекции Вестфальского музея.
- В раннем средневековье в Зосте производились витражи, фрагменты некоторых из них — с изображениями собора св. Патрокла и близлежащей деревни Бад Зассендорф (нем. Bad Sassendorf), сохранились и по сей день.
- Большую историческую ценность представляют росписи в церкви св. Патрокла, являющиеся подтверждением греко-римского влияния на немецкую культуру.
- В городе сохранился автопортрет средневекового художника Генриха Альдегревера, ученика Альбрехта Дюрера, умершего в Зосте.
- Многие произведения искусства работы зостских мастеров находятся в таких музеях, как Лувр в Париже, Метрополитен-музей в Нью-Йорке и музеях Вестфалии и Берлина.

## Спорт
Зост является центром силовых видов спорта. Городской клуб тяжелой атлетики AC Soest неоднократно занимал высокие места в чемпионатах и соревнованиях различного уровня. А в конце 1980-х годов Зост принимал Чемпионат мира по пауэрлифтингу.
Кроме того, в городе существуют собственный клуб аэролюбителей, теннисный клуб и другие.

## Знаменитые уроженцы
- Якоб фон Зост (нем. Jakob von Soest, 1360—1438) — хронист, теолог и религиозный реформатор из местного доминиканского монастыря.
- Бартоломеус ван дер Лейк (нем. Bartholomäus van der Lake, 1420—1468) — местный священник, хронист, летописец Зостской вражды 1444—1449 гг.
- Йоханнес Гроппер (нем. Johannes Gropper, 1503—1559) — немецкий кардинал, архиепископ, католический богослов и церковный политик эпохи Реформации.

## Города-побратимы
Зост имеет отношения со следующими городами-побратимами:
- Guérard[вд], Франция
- Бангор, Великобритания
- Готланд[вд], Швеция
- Кампен, Нидерланды
- Мишавока, США
- Стшельце-Опольске, Польша
- Суст, Нидерланды
- Херцберг, Германия
- Шарошпатак, Венгрия